# グレイテスト・ヒッツ (カイリー・ミノーグのアルバム)
『グレイテスト・ヒッツ』（Greatest Hits）は、カイリー・ミノーグの1枚目のベストアルバム。1992年にPWL、マッシュルーム・レコードから発売された。

## 概要
カイリーにとって初のベスト盤となった本作はPWL時代に発表された19枚のシングルに当時の新曲3曲を加えたベストアルバムになっている。
このベストアルバムでカイリーは自身3枚目となる全英1位初登場を獲得し、全世界で800万枚以上を売上げた。
このアルバムを最後にカイリーはストック・エイトキン・ウォーターマンのプロデュースから離れた。

## 収録曲
| #   | タイトル                                                                                                | 作詞・作曲                                                   | プロデューサー                            | 時間 |
| --- | --- | ------------------------------------------------------------ | ----------------------------------------- | ---- |
| 1.  | 「ラッキー・ラヴ」(I Should Be So Lucky)                                                                | マイク・ストック、マット・エイトキン、ピート・ウォーターマン | ストック・エイトキン・ウォーターマン      | 3:23 |
| 2.  | 「恋は急がず」(Got to Be Certain)                                                                       | ストック、エイトキン、ウォーターマン                         | ストック・エイトキン・ウォーターマン      | 3:20 |
| 3.  | 「ロコモーション」(The Loco-Motion)                                                                     | ジェリー・ゴフィン、キャロル・キング                         | ストック・エイトキン・ウォーターマン      | 3:14 |
| 4.  | 「涙色の雨〜ジュ・ヌ・セ・パ・プークワ」(Je Ne Sais Pas Pourquoi)                                       | ストック、エイトキン、ウォーターマン                         | ストック・エイトキン・ウォーターマン      | 4:01 |
| 5.  | 「エスペシャリー・フォー・ユー (with ジェイソン・ドノヴァン)」(Especially for You (with Jason Donovan)) | ストック、エイトキン、ウォーターマン                         | ストック・エイトキン・ウォーターマン      | 3:58 |
| 6.  | 「愛が止まらない 〜ターン・イット・イントゥ・ラヴ〜」(Turn It Into Love)                                | ストック、エイトキン、ウォーターマン                         | ストック・エイトキン・ウォーターマン      | 3:36 |
| 7.  | 「ノー・シークレット」(It's No Secret)                                                                  | ストック、エイトキン、ウォーターマン                         | ストック・エイトキン・ウォーターマン      | 3:59 |
| 8.  | 「いつわりのハート」(Hand On Your Heart)                                                                | ストック、エイトキン、ウォーターマン                         | ストック・エイトキン・ウォーターマン      | 3:51 |
| 9.  | 「いつだってラブ・ユー」(Wouldn't Change A Thing)                                                       | ストック、エイトキン、ウォーターマン                         | ストック・エイトキン・ウォーターマン      | 3:14 |
| 10. | 「ネヴァー・トゥー・レイト」(Never Too Late)                                                            | ストック、エイトキン、ウォーターマン                         | ストック・エイトキン・ウォーターマン      | 3:23 |
| 11. | 「ティアーズ・オン・マイ・ピロー」(Tears on My Pillow)                                                  | Sylvester Bradford、Al Lewis                                 | ストック・エイトキン・ウォーターマン      | 2:28 |
| 12. | 「悪魔に抱かれて」(Better The Devil You Know)                                                           | マイク・ストック、マット・エイトキン、ピート・ウォーターマン | ストック・エイトキン・ウォーターマン      | 3:55 |
| 13. | 「ステップ・バック・イン・タイム」(Step Back In Time)                                                   | ストック、エイトキン、ウォーターマン                         | ストック・エイトキン・ウォーターマン      | 3:05 |
| 14. | 「愛のメッセージ」(What Do I Have To Do)                                                                | ストック、エイトキン、ウォーターマン                         | ストック・エイトキン・ウォーターマン      | 3:44 |
| 15. | 「ショック!」(Shocked (DNA 7" mix featuring Jazzi P)                                                    | ストック、エイトキン、ウォーターマン、Pauline Bennett        | ストック・エイトキン・ウォーターマン、DNA | 3:10 |
| 16. | 「ワード・イズ・アウト」(Word Is Out)                                                                   | マイク・ストック、ピート・ウォーターマン                     | ストック、ウォーターマン                  | 3:11 |
| 17. | 「さよならの行方 (with キース・ワシントン)」(If You Were with Me Now (with Keith Washington)            | ミノーグ、ストック、ウォーターマン、ワシントン               | ストック、ウォーターマン                  | 3:11 |
| 18. | 「ギヴ・ミー・ジャスト・ア・リトル・モア・タイム」(Give Me Just A Little More Time)                     | Ronald Dumbar、Edyth Wayne                                   | ストック、ウォーターマン                  | 3:07 |
| 19. | 「ファイナー・フィーリングス」(Finer Feelings)                                                          | ストック、ウォーターマン                                     | ストック、ウォーターマン                  | 3:53 |
| 20. | 「ホワット・カインド・オブ・フール」(What Kind of Fool (Heard All That Before))                         | ストック、ウォーターマン、ミノーグ                           | ストック、ウォーターマン                  | 3:41 |
| 21. | 「ホエア・イン・ザ・ワールド?」(Where In The World?)                                                    | ストック、ウォーターマン、ミノーグ                           | ストック、ウォーターマン                  | 3:34 |
| 22. | 「セレブレーション」(Celebration)                                                                       | Robert Bell、James Taylor                                    | Phil Harding、Ian Curnow                  | 3:57 |